# 海上八幡宮
海上八幡宮（うなかみはちまんぐう）は、千葉県銚子市柴崎町にある八幡宮である。旧社格は郷社。

## 祭神
- 八幡大神
- 比売大神
- 神功皇后

## 由緒
社伝によれば、807年（大同2年）白鷺がしきりと鳴き、この地に落とした八幡大菩薩の尊像を祀ったのに始まる。
- 宇佐八幡を勧請したとも伝わり、総社八幡宮、柴崎八幡宮とも称する。
- 源頼朝が石橋山の戦い後、当社に祈願し鎌倉に開幕とともに現在地に遷座、造営。
- 中世には千葉氏、海上氏、東氏などの諸武将が崇敬、寄進していた。
- 徳川家康、江戸幕府からの朱印状。
- 江戸時代は社領30石を有し海上郡60余郷の総鎮守、総社八幡であった。
- 稲荷大神が併祀

## 文化財
- 県指定有形文化財
  - 本殿